# Eugénia Maximilianovna de Leuchtenberg
Eugénia Maximilianovna de Leuchtenberg, também conhecida por Evgenia Romanovskaya, (1 de abril de 1845 - 4 de maio de 1925) foi um membro da casa real francesa de Beauharnais, apesar de ter sido criada no país natal da sua mãe, a Rússia.
Eugénia e o seu marido, o duque Alexandre Petrovich de Oldemburgo, eram principalmente conhecidos pela extensa filantropia que espalharam por toda a Rússia, tanto que em 1914 um jornal afirmou que "provavelmente não existem duas pessoas que são tão adoradas como o duque a duquesa de Oldemburgo."

## Família
Eugénia foi a terceira criança e segunda filha a nascer do casamento entre Maximiliano, 3.º duque de Leuchtenberg e a grã-duquesa Maria Nikolaevna da Rússia. Os seus avós paternos eram o duque Eugénio de Beauharnais, enteado de Napoleão Bonaparte, e a princesa Augusta da Baviera. Os seus avós maternos eram o czar Nicolau I da Rússia e a princesa Carlota da Prússia.

## Primeiros anos

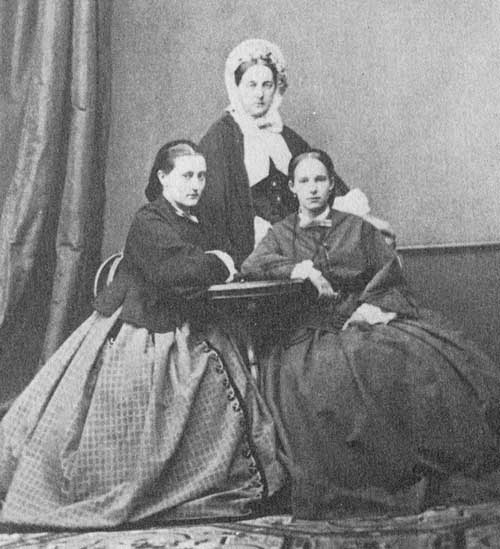
Eugénia (dir.) com a irmã Maria e a mãe.

O pai de Eugénia apaixonou-se pela grã-duquesa Maria Nikolaevna quando viajou a São Petersburgo e acabou por conseguir casar com ela. Logo após o casamento, Maximiliano recebeu o tratamento de alteza imperial e o título de príncipe Romanovsky. Como filha de uma grã-duquesa russa e um nobre francês elevado a russo, Eugénia e os seus irmãos sempre foram tratados como grão-duques e grã-duquesas, com o estilo de altezas imperiais.
Após a morte do seu pai em 1852, a grã-duquesa Maria voltou a casar-se, desta vez morganaticamente com o conde Grigori Stroganov dois anos depois. Como este casamento foi mantido em segredo do seu pai, o czar Nicolau I e como o seu irmão Alexandre II não podia autorizá-la, preferindo fingir que a desconhecia, Maria foi forçada a ir para o exílio no estrangeiro. Contudo, Alexandre compreendia a irmã e tratou os seus sobrinhos, que ficaram a viver em São Petersburgo sem a mãe, o melhor que podia.
Devido à sua posição, Eugénia executava muitas funções da corte. Em 1860, acompanhou a sua avó materna, a czarina-viúva Alexandra Feodorovna, a França onde foram recebidas pelo imperador Napoleão III e pela imperatriz Eugénia. Em 1866, a princesa, a grã-duquesa Maria e outras figuras reais proeminentes foram recebidas pelo embaixador dos Estados Unidos, Cassius Clay, e pelo secretário da marinha Gustavus Fox num banquete luxuoso. Clay teve a honra de se sentar entre Eugénia e a grã-duquesa Alexandra Iosifovna. Clay e Fox já tinham ido ao palácio de verão da grã-duquesa Maria onde foram apresentados formalmente à princesa Eugénia num almoço depois do qual os dois voltaram a São Petersburgo para continuar com os seus deveres.

## Casamento

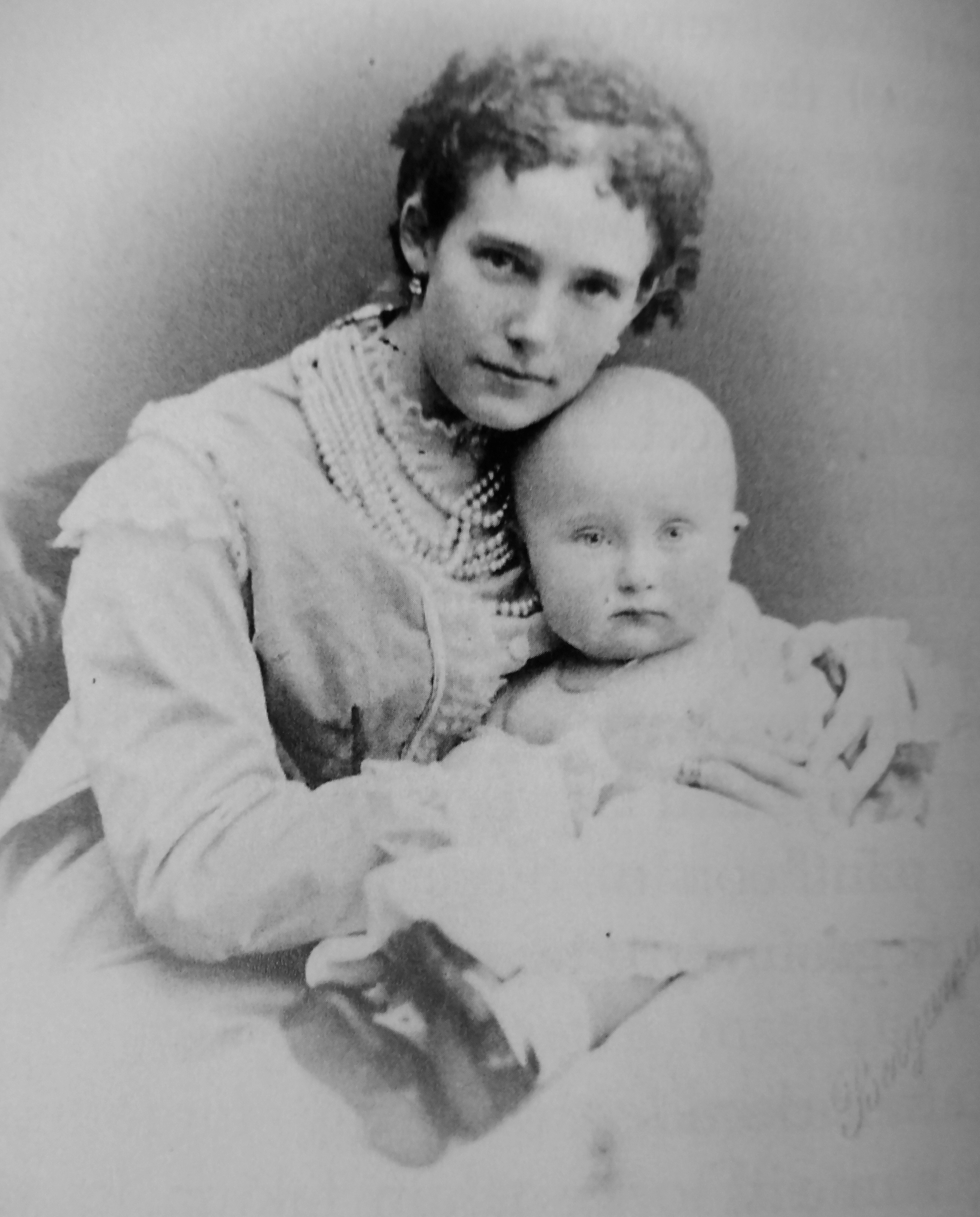
Eugénia com o filho Pedro

Enquanto jovem, Eugénia teve vários candidatos para marido incluindo o príncipe-herdeiro Humberto da Itália, um plano que não chegou a nada uma vez que este se casou com a princesa Margarida de Sabóia.
No dia 19 de janeiro de 1868, Eugénia casou-se com o duque Alexandre Petrovich de Oldemburgo, filho do duque Pedro Georgievich de Oldemburgo. O avô de Alexandre tinha-se casado com a grã-duquesa Catarina Pavlovna, filha do czar Paulo I da Rússia e os seus descendentes foram criados na Rússia, tal como a família de Eugénia. Assim, apesar do seu título alemão, o duque Alexandre, tal como o seu pai, tinha crescido na Rússia, prestando serviço militar para os czares e sempre foi considerado um membro da família imperial russa.
O casal teve apenas um filho, o duque Pedro Alexandrovich de Oldemburgo. Eugénia era muito amiga da czarina Maria Feodorovna e as duas arranjaram o casamento de Pedro com a filha mais nova de Maria, a grã-duquesa Olga Alexandrovna da Rússia.

## Morte
Eugénia morreu no exílio, devido à Revolução Russa de 1917, no dia 4 de maio de 1925 em Biarritz, na França. O seu marido morreu sete anos depois.